# Кам'яні хрести в Суботові (Шевченко)
Кам'яні хрести в Суботові — малюнок Шевченка з альбому 1845 року (зворот аркушу 9), виконаний у квітні—жовтні 1845 року. На хресті, зображеному справа, чорнилом напис рукою Шевченка: въ Суботови.
Суботів — село Чигиринського повіту, Київської губернії, де був маєток Хмельницького. Вперше Шевченко був тут у 1843 році, але невідомо, чи малював він тоді краєвиди.
Приділяючи велику увагу особі Богдана Хмельницького, Шевченко замальовував місця, зв'язані з його ім'ям («Богданові руїни в Суботові», «Богданова церква у Суботові», «Чигрин з Суботівського шляху»).
Інші малюнки, офорт, ескізи та начерки на теми громадсько-політичної діяльності Богдана Хмельницького — «Смерть Богдана Хмельницького», «Дари в Чигрині».
Датується часом перебування Шевченка на Полтавщині та Київщині.
В літературі згадується під назвою «Могильные кресты в Субботове. 1844».